# Lindarski Katun
Lindarski Katun (en italien : Cattuni) est une localité de Croatie située en Istrie, dans la municipalité de Pazin, dans le comitat d'Istrie.